# Septoria tiliacearum
Septoria tiliacearum är en svampart som beskrevs av Crié 1874. Septoria tiliacearum ingår i släktet Septoria och familjen Mycosphaerellaceae.

## Underarter
Arten delas in i följande underarter:
- elaeocarpi
- sloaneae
- sparmanniae
- tiliae